# الحروب الصليبية (وثائقي الجزيرة)

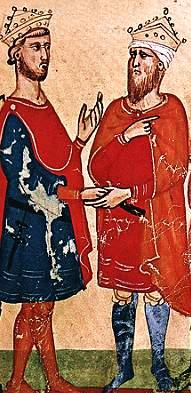
توقيع الكامل ناصر الدين محمد (ابن أخ صلاح الدين) معاهدة سلام مع فريدريك الثاني (سيُروى الحدث في الحلقة 4)

الحروب الصليبية هو مسلسل وثائقي من أربعة أجزاء أنتجته الجزيرة الإنجليزية، وعُرض لأول مرة في كانون الأول 2016 م. يعرض المسلسل القصة الدرامية للحرب الدينية في العصور الوسطى من منظور عربي. يقدم المسلسل منظورًا جديدًا لتاريخ الحروب الصليبية لجمهور عالمي ناطق باللغة الإنجليزية، ممن قرأوا أو درسوا هذا الصراع الشهير من منظور مسيحي وغربي في المقام الأول. تأثر المسلسل بشكل كبير بكتاب الحروب الصليبية كما رآها العرب الصادر عام 1984 م للكاتب أمين معلوف.
تبدأ السلسلة بمجمع الكنيسة الكاثوليكية في كليرمون بفرنسا عام 1095 م، برئاسة البابا أوربان الثاني، وتستمر حتى سقوط عكا، آخر معاقل الصليبيين في الشرق، عام 1291 م، مغطيةً قرنين من المعارك الدامية والمجازر، وغزو واستعادة الأراضي، بما في ذلك القدس. تتضمن القصة أيضًا العديد من الأسماء الشهيرة منها صلاح الدين الأيوبي، وريتشارد الأول ملك إنجلترا، وفريدريك الثاني، ولويس التاسع.

## الحلقات
وفيما يلي القائمة الكاملة للحلقات:
| الحلقة | عنوان   | وصف الحلقة | أُطلقت لأول مرة        |
| ------ | ------- | --- | --------------------- |
| 1      | الصدمة  | في الحلقة الأولى، نستكشف الأسباب وراء بدء الحروب الصليبية، وتركز على القدس المدينة المقدسة للمسيحيين واليهود والمسلمين. وتوضّح انقسام الإمبراطورية الإسلامية إلى تقريبًا جهتين رئيستين الخلافة العباسية السنية في الشرق والخلافة الشيعية الفاطمية في الغرب. ومع الضعف في بغداد، يسيطر الأتراك السلجوقيون على الخلافة العباسيّة ومفاصلها. أصبح طغرل بك أول تركي يتولى السيطرة الفعالة على الخلافة العباسية. في معركة ملاذكرد (1071)، أُسر رومانوس الرابع ديوجينيس. يطلق أحد الضيوف المعلقين على البابا غريغوري السابع "الشيطان المقدس" بسبب خطته للسيطرة على كنيسة القيامة في القدس. تُلام شخصية "نيروز" (فيروز) بخيانة المسلمين خلال حصار أنطاكية. | 7 كانون الأول 2016 م  |
| 2      | النهضة  | في الحلقة الثانية، تُحكى قصة المقاومة الإسلامية المبكرة للحملات الصليبية، بقيادة الزنكيين وهي سلالة تركية تحكم شمال الشام. يجتمع الهروي مع الخليفة المستظهر لتسليط الضوء على عدم فاعلية الخليفة منذ استيلاء الصليبيين على الشام. ولخيبة أمله، الخليفة لا يستطيع فعل أي شيء لأن القوة الحقيقية في أيدي القادة السلجوقيين، ولم يكن للخلفاء العباسيين أي سلطة حقيقية. حوالي عام 1100 كان رضوان حاكم سلجوقي حلب يدعو أبو الحسن بن الخشاب للجهاد ضد الصليبيين قرب حلب يجمع مودود بن التونتكين وظاهر الدين طغتكين القوات في معركة الصنابرة(1113). في عام 1144، يقوم عماد الدين زنجي بحصار الرها. | 14 كانون الأول 2016 م |
| 3      | التوحيد | في الحلقة الثالثة، نرى كيف أن السلطان الشهير صلاح الدين، وحّد المسلمين في جميع أنحاء مصر. وفي عام 1164 م، وجّه القطبان نور الدين زنكي زعيم المسلمين في حلب ودمشق وعموري الأول ملك القدس، نظرهما على مصر. يسيطر صلاح الدين على الخليفة الصغير والمريض العاضد لدين الله في مصر ويفكك الخلافة الفاطمية ويقتل أهلها، ويتعهد صلاح الدين بالولاء للخليفة العباسي حسن المستضيء في الشرق في بغداد من خلال الخطبة والسكة. عندما يموت نور الدين في الشام، يصبح ابنه المراهق الصالح إسماعيل الأمير الحاكم في دمشق وحلب والموصل، فينقلب عليه الجميع ومنهم صلاح الدين. كان العام 1174 م أمرًا حاسمًا لأن مملكة القدس كانت تحت حكم يبلغ من العمر 13 عامًا هو بلدوين الرابع وكانت الشام في يد الملك البالغ 17 عامًا الصالح إسماعيل. يُوقع صلاح الدين هدنة مع مملكة القدس الصليبية لمدة 10 سنوات مع ريموند الثالث ولي بلدوين الرابع. ولكن المعاهدة لم توقف نيات أرناط في الاستيلاء على مكة واستخراج جثة النبي محمد في الحجاز؛ وفي النهاية، قُبض عليه وقُتل بعد سنوات في معركة حطين (1187). وفقًا للأساطير الأوروبية، ربما قتلت الأخبار السيئة [سقوط القدس] البابا أوربان الثالث أو البابا غريغوري الثامن. رداً على ذلك، قادت ثلاثة ملوك أوروبا العظماء، الملك فيليب الثاني من فرنسا، الملك ريتشارد الأول من إنجلترا، والإمبراطور فريدريك بارباروسا الصليب الثالث (1189-1192). انتصر الصليبيون في حصار أكر (1189-1191). رداً على ذلك، قاد ثلاثة من ملوك أوروبا العظماء، الملك فيليب الثاني من فرنسا والملك ريتشارد الأول من إنجلترا والإمبراطور فريدريك بارباروسا الصليب الثالث (1189-1192) الحملة الصليبية الثالثة. وانتصر الصليبيون على صلاح الدين في حصار عكا (1189–1191 م). | 21 كانون الأول 2016 م |
| 4      | التحرير | في الحلقة الرابعة، نتفحص كيف أن سلاطين الدولة المملوكية في مصر دمروا آخر الدول الصليبية المتبقية في الشرق. فبعد وفاة صلاح الدين في 1193 م، أدرك الصليبيون أن قاعدة عمليات أعدائهم هي مصر؛ لذلك، هاجموا دلتا النيل. عندما قام البابا إينوسنت الثالث بتنظيم الحملة الصليبية الرابعة، توجه الصليبيون إلى القسطنطينية لأن دوق البندقية كان يفرض عليهم رسومًا أقل للوصول إلى القسطنطينية عبر البحر. في حزيران 1218 م، بدأت الحملة الصليبية الخامسة في دمياط. فريدريك الثاني الإمبراطور الروماني المقدس لم يرد الاستماع إلى دعوة البابا للذهاب في رحلة صليبية في مصر وإعادة أخذ القدس. وقّع الكامل ناصر الدين محمد (ابن أخ صلاح الدين) معاهدة سلام مع فريدريك الثاني في النهاية، أعلن البابا عن حملة صليبية ضد هوهينشتاوفن. في آب 1248 م، قرر لويس التاسع ملك فرنسا الذهاب إلى الحملة الصليبية السابعة في مصر؛ وفي عام 1249 م، قاد حصار دمياط (1249)، حيث كان منطقه هو أن القدس كانت تحت سيطرة الأيوبيين الذين يحكمون في مصر. وأُسر لويس على يد الأيوبيين ومماليكه. وقد كان العبيد الأتراك من آسيا الوسطى قد أطاحوا بعدها فعليًّا بالأيوبيين، بعد وفاة السلطان. في عام 1258 م، أطاح هولاغو بخلافة بني العباس وأسقطوا عاصمتهم بغداد. وفي أيلول 1260 م، كان قطز هو القائد المسلم الوحيد الذي يرفع راية الإسلام في غياب خليفة. وقد هزم قطز المغول المتقدمين في معركة عين جالوت. كان بيبرس وهو مملوك تركي خصّص كامل وقته للجهاد وحصل على الاحترام والشرعية. وفي نيسان 1289 م، بدأ المنصور سيف الدين قلاوون، السلطان التركي المسلم الجديد المقيم في مصر، في غزو مقاطعة طرابلس لصليبية. خلف الأشرف صلاح الدين خليل بن قلاوون والده ففتح عكا (1291 م) آخر معاقل الصليبيين في المشرق. وفي كانون الأول 1917 م، يتولى إدموند ألنبي السيطرة على القدس وتعهدها الحكومة البريطانية إلى صهاينة أوروبا وعد بلفور. | 28 كانون الأول 2016 م |

## روابط خارجية
- الحروب الصليبية: منظور عربي
- وثائقيات الجزيرة